# 布里斯托尔镇区 (伊利诺伊州肯德尔县)
布里斯托尔鎮區（英語：Bristol Township）是位於美國伊利諾伊州肯德爾縣的一個行政鎮區。

## 地方資料
根據2010年美國人口普查的數據，布里斯托尔鎮區的面積為74.30平方千米，當中陸地面積為73.30平方千米，而水域面積為1.00平方千米。當地共有人口28525人，而人口密度為每平方千米383.92人。